# Diosdado Mbele
Diosdado Mbele Mangué (Malabo, 8 aprile 1997) è un calciatore equatoguineano, difensore del Futuro Kings e della nazionale equatoguineana.

## Carriera

### Nazionale
Ha esordito in nazionale nel 2013.